# 横山静雄
横山 静雄（よこやま しずお、1890年12月1日 - 1961年1月6日）は、日本の陸軍軍人。最終階級は陸軍中将。

## 経歴
福岡県出身。村役場収入役・横山麓の長男として生まれる。中学伝習館を経て、1912年5月、陸軍士官学校（24期）を卒業、同年12月、歩兵少尉任官、歩兵第24連隊付となる。1925年11月、陸軍大学校（37期）を卒業。
歩兵第24連隊中隊長、参謀本部付勤務、参謀本部員、朝鮮軍司令部付、欧州出張、関東軍鉄道線区司令部付、同鉄道線区司令官、関東軍司令部付などを歴任。日中戦争では歩兵第2連隊長として出征し、河北戡定作戦、徐州会戦に参加。1939年3月、陸軍少将に進級。第2野戦鉄道司令官、第1野戦鉄道司令官などを歴任し、1941年10月、陸軍中将となった。
1942年6月、第8師団長に親補され、満洲の鶏寧県に駐屯。1944年12月、戦局の悪化に伴いフィリピンに派遣され、1945年3月、第41軍司令官を兼務。山岳地帯に籠り持久戦を展開した。
同年9月8日、ルソン島のモンタルバンで降伏文書に調印。その後、戦犯として逮捕された。1948年（昭和23年）1月31日、公職追放仮指定を受けた。1949年5月、フィリピンのマニラ法廷で死刑判決を受けたが減刑され、1953年12月、巣鴨プリズンから釈放された。

## 栄典
位階
- 1913年（大正2年）2月20日 - 正八位[3]

勲章
- 1940年（昭和15年）8月15日 - 紀元二千六百年祝典記念章[4]
- 1942年（昭和17年）9月8日  - 勲一等瑞宝章[5]

## 親族
- 長男 横山英雄（陸軍大尉）
- 長女の夫 河野正（衆議院議員）

## 関連書籍
- 永井均「フィリピンの日本人戦犯の記録について : 横山静雄元中将資料を中心に」『立命館平和研究』第20巻、立命館大学国際平和ミュージアム、151-163頁、2019年3月。doi:10.34382/00008437。ISSN 1882-7217。*